# Taksówka zbiorowa
| Państwo                                     | Określenie                                                                                              |
| ------------------------------------------- | --- |
| Albania                                     | furgon                                                                                                  |
| Algieria                                    | al salih                                                                                                |
| Angola                                      | candongueiro                                                                                            |
| Argentyna                                   | combi, colectivo (starsze)                                                                              |
| Armenia                                     | marszrutka, ert’uġayin tak’si (երթուղային տաքսի)                                                        |
| Australia                                   | multi-hire taxi                                                                                         |
| Barbados                                    | zed err (ze względu na tablice rejestracyjne ZR)                                                        |
| Benin                                       | kia kia (Yorùbáland)                                                                                    |
| Białoruś                                    | marszrutka (маршрутка)                                                                                  |
| Boliwia                                     | trufi, combi                                                                                            |
| Botswana                                    | kombi                                                                                                   |
| Brazylia                                    | táx lotação, alternativo                                                                                |
| Bułgaria                                    | marszrutka (маршрутка)                                                                                  |
| Chile                                       | colectivo                                                                                               |
| Cypr                                        | service taxi                                                                                            |
| Dominikana                                  | concho, carro público, guagua                                                                           |
| Egipt                                       | mashrou’ (مشروع)                                                                                        |
| Estonia                                     | liinitakso, marsruuttakso                                                                               |
| Etiopia                                     | minibus taxi                                                                                            |
| Filipiny                                    | jeepney, V–Hire (Vehicle for hire)                                                                      |
| Gambia                                      | tanka tanka                                                                                             |
| Ghana                                       | tro tro                                                                                                 |
| Gwatemala                                   | camioneta                                                                                               |
| Gwinea                                      | magbana (Konakry)                                                                                       |
| Haiti                                       | tap-tap                                                                                                 |
| Hongkong                                    | public light bus, minibus, van                                                                          |
| Indonezja                                   | angkot, bemo, mikrolet (Dżakarta), oplet (Pekanbaru, Padang), pete pete (Makasar), sudako (Medan), etc. |
| Indie                                       | shared taxi, six-seater auto, eight-seater auto, phat a phat, polaamboo                                 |
| Iran                                        | taxi (taxi indywidualne jest określane jako taxi service)                                               |
| Izrael                                      | nesher, monit sherut (מוֹנִית שֵׂרוּת)                                                                       |
| Jemen                                       | dabaab                                                                                                  |
| Kanada                                      | jitney, taxis collectifs (Quebec), taxibus                                                              |
| Kazachstan                                  | marszrutka (маршрутное такси, маршрутка)                                                                |
| Kenia                                       | matatu                                                                                                  |
| Kolumbia                                    | colectivo, buseta                                                                                       |
| Kostaryka                                   | taxi pirata                                                                                             |
| Demokratyczna Republika Konga               | taxibus, fula fula (Kinszasa)                                                                           |
| Kuba                                        | almendrón                                                                                               |
| Liban                                       | service taxi (سرفيس)                                                                                    |
| Litwa                                       | maršrutinis taksi                                                                                       |
| Łotwa                                       | maršruta taksometrs                                                                                     |
| Macedonia Północna                          | kombe (Комбе)                                                                                           |
| Malezja                                     | shared outstation taxi                                                                                  |
| Mali                                        | sotrama, dourouni                                                                                       |
| Meksyk                                      | auto de ruta (Ruletero), colectivo, rutero, combi, pesero                                               |
| Mołdawia                                    | maxi taxi (formalnie), rutiera (nieformalnie)                                                           |
| Maroko                                      | grand Taxi, petit Taxi                                                                                  |
| Mozambik                                    | chapa                                                                                                   |
| Nepal                                       | micro                                                                                                   |
| Niemcy                                      | Sammeltaxi, Linientaxi                                                                                  |
| Nikaragua                                   | taxi colectivo, microbus                                                                                |
| Holandia                                    | deeltaxi, treintaxi                                                                                     |
| Nowa Zelandia                               | shuttle van                                                                                             |
| Nigeria                                     | bolekaja (Lagos), molue                                                                                 |
| Pakistan                                    | local van, vagon                                                                                        |
| Peru                                        | colectivo, combi                                                                                        |
| Polska                                      | bus, busik, minibus, mikrobus, nyska                                                                    |
| Portoryko                                   | carros públicos, pisicorre (pisa y corre), guagua                                                       |
| Republika Zielonego Przylądka               | aluguer                                                                                                 |
| Rosja                                       | marszrutnoje taxi, marszrutka (маршрутное такси, маршрутка)                                             |
| Rumunia                                     | maxi taxi                                                                                               |
| Rwanda                                      | twegerane, shared taxi, coaster bus, taxi                                                               |
| Salwador                                    | coaster, minibus                                                                                        |
| Senegal                                     | car rapide                                                                                              |
| Sierra Leone                                | poda poda                                                                                               |
| Singapur                                    | minibus                                                                                                 |
| Słowacja                                    | strely                                                                                                  |
| Somalia                                     | caasi, xaajiqamsiin, koostar                                                                            |
| Południowa Afryka                           | combi, zola, teksi                                                                                      |
| Stany Zjednoczone                           | circulator, jitney, dollar van, shuttle service, shared ride limousine, guagua                          |
| Syria                                       | Service (سرفيس)                                                                                         |
| Tajlandia                                   | songthaew (สองแถว)                                                                                      |
| Tanzania                                    | dala dala, basi                                                                                         |
| Togo                                        | kia kia (Yorùbáland)                                                                                    |
| Timor Wschodni                              | mikrolet                                                                                                |
| Trynidad i Tobago                           | maxi taxi                                                                                               |
| Tunezja                                     | louage                                                                                                  |
| Turcja                                      | dolmuş                                                                                                  |
| Uganda                                      | kamunye, matatu, taxi                                                                                   |
| Ukraina                                     | marszrutne taksi, marszrutka (маршрутне таксі, маршрутка)                                               |
| Uzbekistan                                  | marszrutka (маршрутка)                                                                                  |
| Wenezuela                                   | carrito por puesto                                                                                      |
| Wielka Brytania                             | DRT (Demand Responsive Transport)                                                                       |
| Włochy                                      | taxi collettivo                                                                                         |
| Wybrzeże Kości Słoniowej                    | gbaka                                                                                                   |
| Zimbabwe                                    | commuter omnibus, tshova                                                                                |
| Kraje frankofońskie Afryki i Madagaskar     | taxi Brousse, bush taxi                                                                                 |
| Kraje hiszpańskojęzyczne Ameryki Łacińskiej | públicos, colectivos, carritos, gauguas                                                                 |

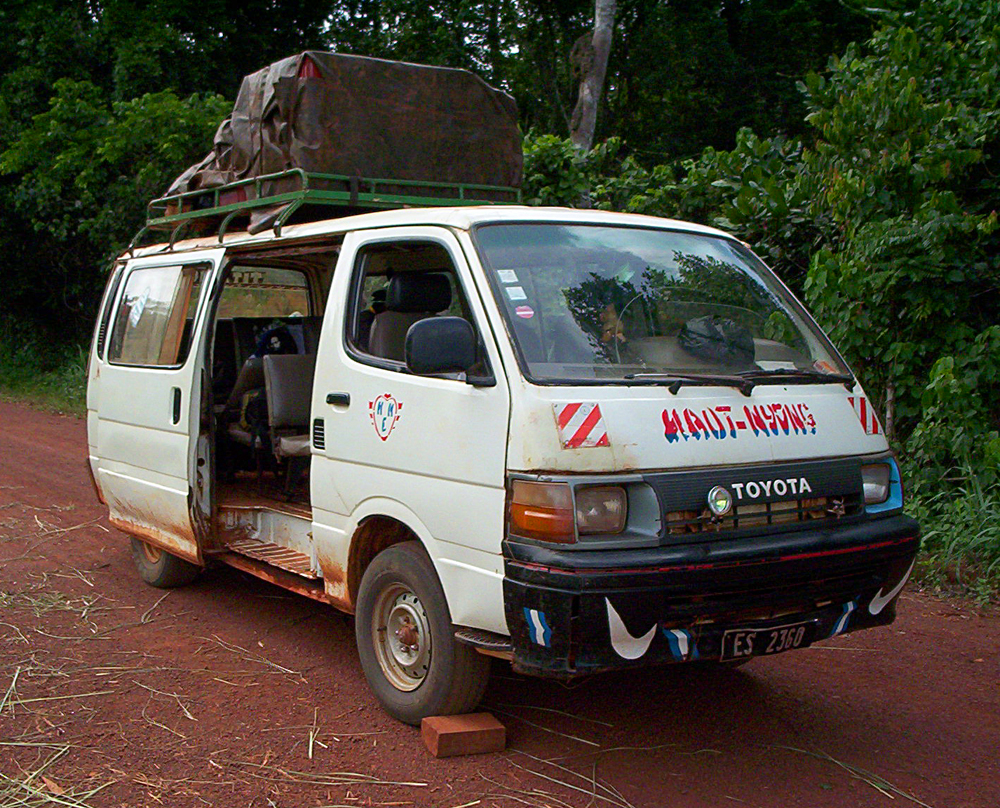
Minibus wykorzystywany jako taksówka zbiorowa w Kamerunie

Taksówka zbiorowa (ang. share taxi, także: bush taxi, w Rosji i innych krajach byłego ZSRR „marszrutka” – od marszrutnoje taksi, w krajach Ameryki Łacińskiej taxi colectivo) – środek transportu drogowego w wielu częściach świata, zwłaszcza w krajach rozwijających się (choć nie tylko). Często – z powodu braku komunikacji publicznej w danym rejonie – jest to jedyny sposób poruszania się na duże odległości dla osób niedysponujących własnym środkiem transportu.
Taksówkami zbiorowymi są zazwyczaj prywatne samochody osobowe lub minibusy. Ten środek transportu różni się od zwykłych taksówek faktem zabierania wielu pasażerów, z góry ustalonym celem podróży (każdy kierowca zwykle wozi pasażerów tylko na jednej trasie) oraz zapewnianiem komunikacji na trasach międzymiastowych, a czasem także międzynarodowych. Od autobusów w transporcie publicznym taksówki zbiorowe różnią się natomiast brakiem ustalonego rozkładu jazdy – taksówki zbiorowe odjeżdżają, kiedy znajdzie się komplet pasażerów (czasem czeka się nawet cały dzień, jednak na często uczęszczanych trasach jest to wydajne rozwiązanie).
W Polsce taksówki zbiorowe występują m.in. w Zakopanem, Bieszczadach, na Warmii i Mazurach.